# Siboglinum japonicum
Siboglinum japonicum är en ringmaskart som beskrevs av Ivanov 1960. Siboglinum japonicum ingår i släktet Siboglinum och familjen skäggmaskar. Inga underarter finns listade i Catalogue of Life.